# Alburnus macedonicus
Alburnus macedonicus és una espècie de peix cipriniforme de la família dels ciprínids.